# Saulx-lès-Champlon
Saulx-lès-Champlon település Franciaországban, Meuse megyében. Lakosainak száma 113 fő (2022. január 1.). Saulx-lès-Champlon Combres-sous-les-Côtes, Fresnes-en-Woëvre, Herbeuville, Marchéville-en-Woëvre, Riaville, Saint-Hilaire-en-Woëvre és Trésauvaux községekkel határos.

## Népesség
A település népessége az elmúlt években az alábbi módon változott:
| Lakosok száma | 91   | 120  | 121  | 128  | 126  | 123  | 118  | 113  | 111  | 113  |
|               | 1968 | 1982 | 1990 | 2006 | 2013 | 2015 | 2017 | 2019 | 2020 | 2022 |